# Hemisynapsium
Hemisynapsium là một chi rêu trong họ Bryaceae.